# Catalyseur d'Adams
Le catalyseur d'Adams, appelé ainsi en l'honneur de Roger Adams, est composé du dioxyde de platine hydraté, PtO2•H2O. C'est un catalyseur d'hydrogénation hétérogène pour la réduction et/ou l'hydrogénolyse de groupes susceptibles de réagir.
Il a la structure cristallographique du rutile et des propriétés de conducteur métallique.

## Préparation
Il est disponible commercialement ou il peut être préparé à partir d'acide chloroplatinique H2PtCl6 ou de chloroplatinate d'ammonium (NH4)2PtCl6 par fusion avec le nitrate de sodium. Le catalyseur usé peut être recyclé par transformation en chloroplatinate d'ammonium utilisant l'eau régale et l'ammoniac.